# Preimplantační genetická diagnostika
Preimplantační genetická diagnostika (anglicky: Preimplanatation Genetic Diagnosis, PGD) je metoda na pomezí asistované reprodukce a klinické genetiky. Používá se jednak k prevenci vzniku genetických onemocnění a spontánních potratů, jednak ke zvýšení účinnosti metod asistované reprodukce, potom se nazývá preimplantační genetický screening (PGS).

Od prenatální diagnostiky se liší v tom, že vyšetření embryí (případně pólových tělísek oocytů) se provádí před zavedením embrya do dělohy, to znamená, že není třeba již probíhající těhotenství ukončovat v případě zjištění genetické vady. Vyžaduje použití metod asistované reprodukce – fertilizace in vitro (IVF).

## Historie
Metodu PGD zavedl do medicínské praxe Prof. Alan Handyside se svými spolupracovníky (Royal Postgraduate Medical School, Londýn, V. Británie) v roce 1992. Metoda prodělala bouřlivý vývoj a rozdělila se v podstatě na dvě relativně samostatné větve, PGD v užším slova smyslu pro diagnostiku monogenních chorob a strukturních chromozomových abnormit a PGS pro zlepšení výsledků transferu embrya v rámci asistované reprodukce. První těhotenství po PGD ve střední Evropě vzniklo v r. 2001 v Brně.

Významný obrat v úspěšnosti PGD nebalancovaných chromozomových vad a PGS přineslo využití mikročipů pro diagnostiku počtu chromozomů a jejich částí. Metodu zvanou array CGH (mikročipová komparativní genová hybridizace) zavedla pro vyšetření blastomer Leeanda Wilton (Melbourne IVF, Austrálie) v r. 2005. Další významnou událostí je zavedení metody karyomappingu do preimplantační genetické diagnostiky (Alan Handyside a spolupracovníci, London Bridge Fertility, Londýn, V. Británie, 2010). Metoda umožňuje současnou diagnostiku monogenní choroby a vyloučení aneuploidií, což výrazně zvyšuje šanci na porod zdravého dítěte.

Od zavedení až do dneška se pomocí metody PGD narodilo nejméně 10 000 zdravých dětí a neustále jich přibývá.

## Indikace
Indikací k použití PGD je riziko přenosu vrozené chromozomální aberace, které ohrožuje vzniklé těhotenství porodem postiženého nebo mrtvého dítěte nebo spontánním potratem, riziko přenosu závažné monogenní dědičné choroby, opakované potraty z neznámých příčin, případně další genetická rizika podle indikace lékařského genetika.

Indikací k použití PGS je například opakovaný neúspěch metod asistované reprodukce, vyšší věk matky, těžší porucha spermatogeneze (oligoasthenoteratospermie).

## Provedení
Pacientce podstupující preimplantační genetickou diagnostiku jsou odebrána v krátké anestézii vajíčka, která jsou oplozena v převážné většině případů metodou ICSI (intracytoplazmatická injekce spermií). Důvodem je vyšší spolehlivost a výtěžnost oplozených vajíček při použití metody ICSI. Potom provede klinický embryolog podle indikace reprodukčního specialisty na vhodném stadiu vývoje biopsii.

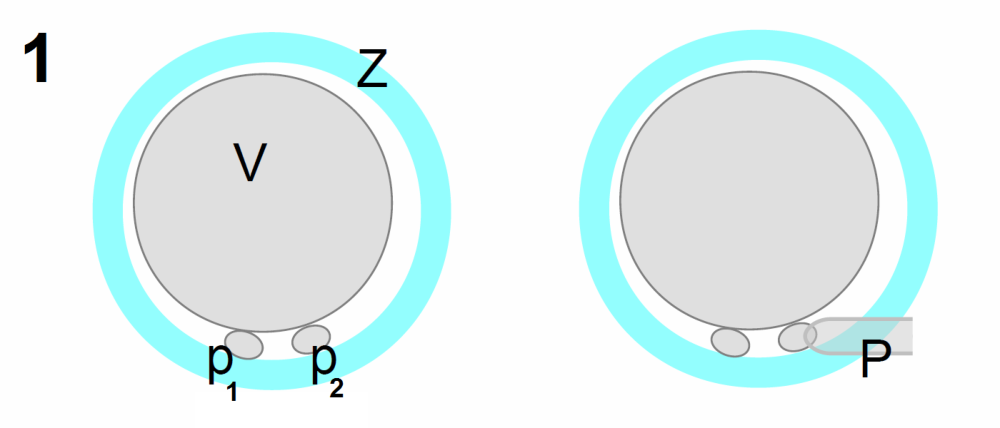
Biopsie pólového tělíska

Biopsie pólového tělíska se provádí zejména tam, kde chceme hodnotit jen přínos matky ke genetické výbavě embrya, neinformuje o genetické výbavě, kterou embryo získalo ze spermie. Provádí se po oplození vajíčka a je nutné odebrat první i druhé pólové tělísko a obě vyhodnotit. V některých státech je biopsie pólových tělísek jedinou povolenou metodou získání materiálu pro PGD.

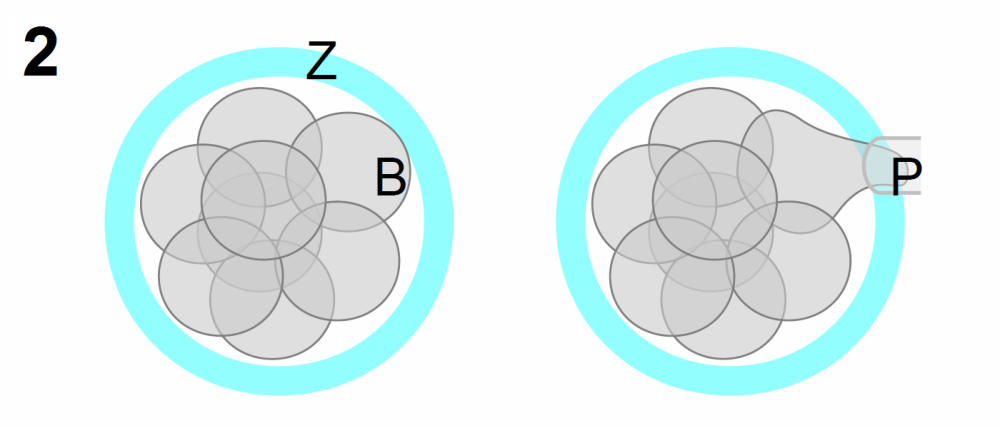
Biopsie blastomery

Biopsie blastomery se standardně provádí třetí den po oplození, kdy má embryo typicky 8 buněk (blastomer). Odebírá se většinou jedna blastomera z těchto osmi. Určitou nevýhodou biopsie blastomer je skutečnost, že genetická výbava blastomer se může v některých případech lišit (mozaicismus). Je to důsledkem chyb při buněčném dělení, které mohou u časného vývoje embryí nastat. Tyto chyby mohou být v dalším vývoji napraveny, blastomery s komplexně poškozeným genomem se dále nevyvíjení a do dalších stadií vývoje pokračují jen nepoškozené buňky. Tento samoopravný mechanizmus ovšem většinou nevyloučí aneuploidní embrya s jednoduchými vadami (monosomie, trisomie), která pokračují ve vývoji často i po implantaci v děložní sliznici a většinou končí spontánním potratem v prvních třech měsících těhotenství.

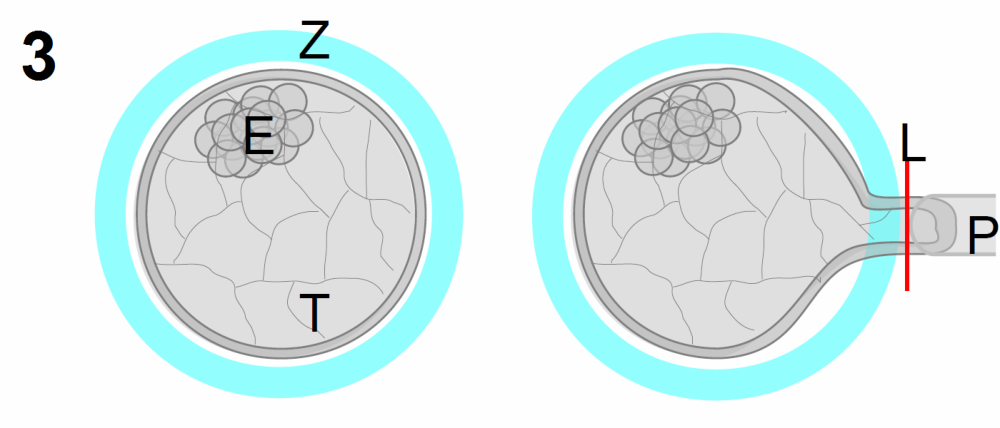
Biopsie trofektodermu

Biopsie trofektodermu se provádí po vývoji do stadia blastocysty 5. nebo 6. den vývoje. Její výhodou je velká šetrnost k embryu, protože se odebírá několik buněk trofektodermu, z nějž později vzniká placenta, a plodové obaly a embryoblast zůstává nedotčen. Další výhodou biopsie v tomto stádiu je výrazná redukce komplexních aneuploidií samoopravným mechanizmem. Nevýhodou je náročnější vybavení, pokud totiž má být metoda používána rutinně a úspěšně, je nutné použití laseru k oddělení buněk. Dále je potřebné embryo po biopsii kryokonzervovat, aby byl dostatek času pro jeho vyšetření. Vzhledem k tomu, že se ke kryokonzervaci používá na většině pracovišť velmi šetrná metoda vitrifikace, nemá tento postup negativní vliv na úspěšnost. Ve zcela výjimečných případech se nemusí shodovat genetická výbava embryoblastu a trofektodermu, riziko neshody je ale velmi malé.

Materiál získaný při biopsii se dále vyšetřuje podle indikace molekulárně genetickými metodami (přímá a nepřímá detekce mutace, karyomapping), molekulárně-cytogenetickými metodami (array CGH, karyomapping), případně je v některých případech strukturních aberací indikováno vyšetření pomocí klasických cytogenetických metod (FISH - fluorescenční in situ hybridizace), které byly dříve používány ve velké míře i pro PGS, vzhledem k neúplnému počtu takto detekovaných chromozomů jsou ale pro tento účel neefektivní a zastaralé.

Cílem metody je přenést do dělohy pouze embrya, která neobsahují vyšetřovanou vadu (případně vady). To znamená například u PGS embrya bez početních chromozomových vad (aneuploidií), u PGD strukturních chromozomových vad embrya bez strukturní vady nebo alespoň embrya balancovaná (nechybí ani není nadbytečná žádná část chromozomu), u monogenních chorob jsou přenesena embrya neobsahující mutaci, případně alespoň embrya s pouze jednou mutací v alele u recesívních vad (zdravý přenašeč), pokud nejsou nalezena embrya bez mutace.

### Text k obrázkům
B - blastomery

E - embryoblast

L - řez laserovým paprskem

P - biopsační pipeta

p1 a p2 - pólová tělíska

T - trofektoderm

V - vajíčko (oocyt)

Z - zona pellucida (obal vajíčka a embrya)

## Nevýhody
Určitou nevýhodou metody je nutnost použití metod asistované reprodukce. Další nevýhodou je, že u části klientů metoda nevyhovuje z důvodu svědomí, protože se nemohou vyrovnat se skutečností, že část embryí není transferována a je ukončena jejich existence. Protiargumentem může být skutečnost, že naprostá většina těchto netransferovaných embryí není životaschopná, a pokud by přece jen došlo k otěhotnění, těhotenství by skončilo spontánním potratem, zbytek by se vyvíjel k porodu dítěte s těžkým postižením, případně velmi krátkou dobou života po narození.

Závažným argumentem pro preimplantační genetickou diagnostiku je fakt, že do dělohy je přenášeno už vyšetřené embryo, takže není třeba při zjištění genetické vady provádět umělé ukončení těhotenství, které velmi traumatizuje těhotnou i okolí.